# Ruth White
Pour les articles homonymes, voir White.
Ruth (Patricia) White est une actrice américaine, née le 24 avril 1914 à Perth Amboy (New Jersey), ville où elle est morte le 3 décembre 1969.

## Biographie
Ruth White entame sa carrière d'actrice au théâtre et joue notamment à Broadway dans quatorze pièces, entre 1949 et 1968, dont The Ponder Heart de Joseph Fields et Jerome Chodorov (1956, avec Will Geer, Una Merkel et David Wayne), Lord Pengo de S. N. Behrman (1962, avec Charles Boyer dans le rôle-titre, Henry Daniell et Agnes Moorehead) et L'Anniversaire d'Harold Pinter (1967-1968, avec Ed Flanders et Edward Winter).
Elle se produit également Off-Broadway dans quatre pièces, la première en 1958, la dernière de 1966 à 1968. La deuxième est Oh les beaux jours de Samuel Beckett (qu'elle joue en 1961 puis reprend en 1966).
Au cinéma, elle contribue à seulement quinze films américains, le premier étant L'Homme qui tua la peur de Martin Ritt (avec John Cassavetes et Sidney Poitier), sorti en 1957. Le dernier est The Pursuit of Happiness de Robert Mulligan (son quatrième film de ce réalisateur, avec Michael Sarrazin et Barbara Hershey), sorti en février 1971, dont elle achève le tournage à la mi-novembre 1969, environ deux semaines avant sa mort prématurée, d'un cancer foudroyant.
Mentionnons aussi Au risque de se perdre de Fred Zinnemann (1959, avec Audrey Hepburn et Peter Finch), Du silence et des ombres de Robert Mulligan (1962, avec Gregory Peck et Brock Peters), le western Pendez-les haut et court de Ted Post (1968, avec Clint Eastwood et Inger Stevens), ou encore Macadam Cowboy de John Schlesinger (1969, avec Dustin Hoffman et Jon Voight).
Pour la télévision, entre 1949 et 1969, Ruth White collabore à quatre téléfilms et trente-cinq séries, dont Les Incorruptibles (un épisode, 1962), La Quatrième Dimension (un épisode, 1963) et Le Fugitif (deux épisodes, 1963-1965).
L'épisode Little Moon of Alban de George Schaefer (avec Dirk Bogarde et Julie Harris), diffusé en 1964 dans le cadre de la série Hallmark Hall of Fame (en), lui permet de gagner la même année un Emmy Award du meilleur second rôle.

## Théâtre (sélection)

### À Broadway
- 1949 : The Ivy Queen de Mervyn Nelson : Martha Tripham
- 1956 : The Ponder Heart de Joseph Fields et Jerome Chodorov, mise en scène de Robert Douglas : « Teacake » Magee
- 1956-1957 : Le Plus Heureux des milliardaires[1] (The Happiest Millionaire) de Kyle Crichton : Mme Benjamin Duke
- 1959 : Rashomon, adaptation par Fay et Michael Kanin de la nouvelle Rashōmon de Ryūnosuke Akutagawa, mise en scène de Peter Glenville : La mère
- 1959-1960 : The Warm Peninsula de Joe Masteroff : Iris Floria
- 1961 : Big Fish, Little Fish d'Hugh Wheeler, mise en scène de John Gielgud : Edith Maitland
- 1962 : Lord Pengo de S. N. Behrman, mise en scène de Vincent J. Donehue, décors d'Oliver Smith, costumes de Lucinda Ballard : Primrose Drury
- 1963-1967 : Pieds nus dans le parc[2] (Barefoot in the Park) de Neil Simon, mise en scène de Mike Nichols, décors d'Oliver Smith : Ethel Banks (en remplacement de Mildred Natwick, à des dates non-spécifiées)
- 1964-1965 : Absence of a Cello d'Ira Wallach : Celia Pilgrim
- 1965-1966 : Malcolm d'Edward Albee, mise en scène d'Alan Schneider : Mme Girard
- 1966 : The Office de María Irene Fornés, mise en scène de Jerome Robbins : rôle non-spécifié
- 1967 : Little Murders de Jules Feiffer, costumes de Theoni V. Aldredge : Marjorie Newquist
- 1967-1968 : L'Anniversaire (The Birthday Party) d'Harold Pinter, mise en scène d'Alan Schneider : Meg
- 1968 : Box d'Edward Albee, mise en scène d'Alan Schneider : rôle unique (monologue)

### Off-Broadway
- 1958 : Maidens and Mistresses at Home at the Zoo de Meade Roberts : Isabella
- 1961 : Oh les beaux jours (Happy Days) de Samuel Beckett, mise en scène d'Alan Schneider : Winnie (rôle repris en 1966)
- 1964 : Double Talk de Lewis John Carlino : Sarah
- 1966-1968 : Motel de Jean-Claude van Itallie : La voix au motel

## Filmographie

### Cinéma (intégrale)

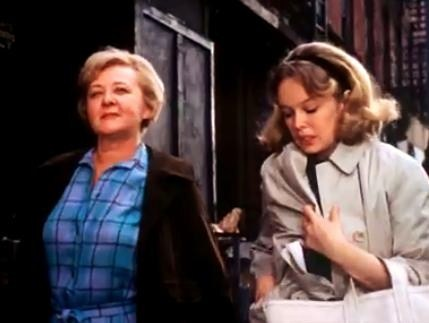
Avec Sandy Dennis (à d.), dans Escalier interdit (1967)

- 1957 : L'Homme qui tua la peur (Edge of the City) de Martin Ritt : Mme Katherine Nordmann
- 1959 : Au risque de se perdre (The Nun's Story) de Fred Zinnemann : Mère Marcella
- 1962 : Du silence et des ombres (To Kill a Mockingbird) de Robert Mulligan : Mme Dubose
- 1965 : Le Sillage de la violence (Baby the Rain Must Fall) de Robert Mulligan : Mlle Clara
- 1965 : À corps perdu (A Rage to Live) de Walter Grauman : Mme Bannon
- 1966 : L'Ombre d'un géant (Cast a Giant Shadow) de Melville Shavelson : Mme Chaison
- 1967 : Escalier interdit (Up the Down Staircase) de Robert Mulligan : Béatrice Schacter
- 1967 : The Tiger Makes Out d'Arthur Hiller : Mme Kelly
- 1968 : Un détective à la dynamite (A Lovely Way to Die) de David Lowell Rich : Biddy
- 1968 : Pendez-les haut et court (Hang 'Em High) de Ted Post : Madame Sophie « Peaches »
- 1968 : No Way to Treat a Lady de Jack Smight : Mme Himmel
- 1968 : Charly de Ralph Nelson : Mme Apple
- 1969 : Macadam Cowboy (Midnight Cowboy) de John Schlesinger : Sally Buck
- 1969 : Reivers (The Reivers) de Mark Rydell : Mlle Reba
- 1971 : The Pursuit of Happiness de Robert Mulligan : Mme Popper

### Télévision (sélection)
Séries
- 1952-1964 : Hallmark Hall of Fame
  - Saison 1, épisode 21 Reign of Terror (1952) : Madame Beauchet
  - Saison 13, épisode 5 Little Moon of Alban (1964) de George Schaefer : Shelagh Mangan
- 1962 : Les Incorruptibles (The Untouchables)
  - Saison 4, épisode 1 On a tué le Père Noël (The Night They Shot Santa Claus) : Bertha Levinson
- 1963 : La Quatrième Dimension (The Twilight Zone)
  - Saison 4, épisode 15 Le Monde incroyable de Horace Ford (The Incredible World of Horace Ford) d'Abner Biberman : Mme Ford
- 1963 : Le Jeune Docteur Kildare (Doctor Kildare)
  - Saison 3, épisode 2 The Good Samaritan d'Elliot Silverstein : Hester Cullen
- 1963-1965 : Le Fugitif (The Fugitive)
  - Saison 1, épisode 3 The Other Side of the Mountain (1963) : Grams
  - Saison 2, épisode 23 The Survivors (1965) de Don Medford : Edith Waverly
- 1964-1965 : Les Accusés (The Defenders)
  - Saison 3, épisode 17 Who'll Dig His Grave? (1964) de Charles S. Dubin : Dorothy Martin
  - Saison 4, épisode 22 The Merry-Go-Round Mender (1965) de Paul Bogart : Winnie Benedette

Téléfilms
- 1958 : The Outcasts of Poker Flat de Paul Stanley : rôle non-spécifié
- 1967 : Johnny Belinda (en) de Paul Bogart : Aggie MacDonald
- 1969 : Let Me Hear You Whisper de Glenn Jordan : Helen

## Récompense
- 1964 : Primetime Emmy Award de la meilleure actrice dans un second rôle dans une série télévisée dramatique, pour Little Moon of Alban (de la série Hallmark Hall of Fame).